# Theodor Pinet
Karl Henrik Theodor Pinet, född den 17 augusti 1875 i Hammar i Närke, död den 22 april 1968 i Johannes församling i Stockholm, var en svensk musiker (pianist), orkesterledare och kompositör. Han var en pionjär inom den offentliga dansmusiken i Sverige och var under sin storhetstid känd som "Bostonkungen".

## Biografi
Pinet var son till en belgare som flyttat till Sverige och där fått arbete vid Åmmebergs zinkbruk i Närke. Han lät sonen, vilken tidigt visat musikaliska anlag, få musikalisk utbildning i såväl Frankrike som Sverige. Unge Pinet antogs vid Musikaliska akademien 1891 och avlade i sinom tid såväl organist- som kyrkosångar- och pianostämmarexamen. Det var dock som anförare av dansmusik han skulle göra sig känd, detta sedan den i Stockholmssocieteten inflytelserike greve Clarence von Rosen hört honom spela. Inledningsvis framträdde han, dels som ensam pianist, dels med orkester, på privata baler inklusive hovbaler hos Oscar II. Om de senare har Pinet berättat att kungens benägenhet att öka takten medan han dansade tvingade honom att ge sina musiker instruktionen "Titta på kungens fötter och följ".
Pinets genombrott för en bredare publik kom under Konstindustriutställningen 1909 i Stockholm. Vid detta arrangemang tilläts för första gången på flera decennier offentlig pardans i Sverige, och det var Pinet och hans trio som stod för musiken. Sedan utställningen stängt fortsatte Pinet framgångsrikt att leda sin orkester - nu utökad till tio man - på Cirkus på Djurgården fram till 1913. Etablissemanget döptes under denna period om till "Pinets Boston Palace", ett namn vilket, liksom kapellmästarens epitet "bostonkungen", syftade på dennes roll som introduktör och popularisatör av den nya modedansen bostonvalsen, av Bengt Nyquist betecknad som "inte bara årets fluga utan även decenniets". Pinet komponerade också själv ett femtiotal egna nummer i genren, av vilka "Charme" (1906) blev den mest kända. Han gjorde även ett tiotal skivinspelningar omkring 1909 och återigen en handfull skivsidor 1929-1930.
Utöver på Cirkus hördes Pinet och hans orkester bland annat ofta på restaurang Hasselbacken. Även om hans stjärna dalade något i och med den modernare jazzinfluerade dansmusik som kom på 1920-talet fortsatte han att verka som orkesterledare och underhållningsmusiker ända fram till 1950-talet. Han ledde bland annat orkestrar på Gröna Lund i tolv år och på Sveasalen i hela 26 år.
Pinet ligger begravd på Askersunds kyrkogård.[källa behövs]